# Mt. Gox
Mt. Gox는 일본 도쿄 시부야에 본사를 둔 비트코인 거래소였다. 2010년에 창업하여 2014년 초까지 전 세계 모든 비트코인 거래의 70% 이상을 처리하고 있었는데, 당시 수억 달러 상당의 수십만 개의 비트코인 분실/도난에 연루되었다는 사실이 밝혀지면서 갑자기 운영을 중단했다.
원래는 Magic The Gathering Online eXchange (MTGOX)라는 이름의 트레이딩 카드 게임 "매직 더 개더링"의 온라인 카드 거래소였다.
Mt. Gox를 "마운트 곡스"라고 읽기도 한다.

## 인출 중단; 거래 중단; 비트코인 실종(2014)
미국 법무부는 BTC-e 비트코인 거래소 소유주인 알렉산더 비닉(Alexander Vinnik)을 Mt. Gox의 도난된 비트코인 세탁의 핵심 인물로 지목했다.

## 같이 보기
- 암호화폐
- 암호화폐 거래소
- BTC-e